# Pietro Morettini

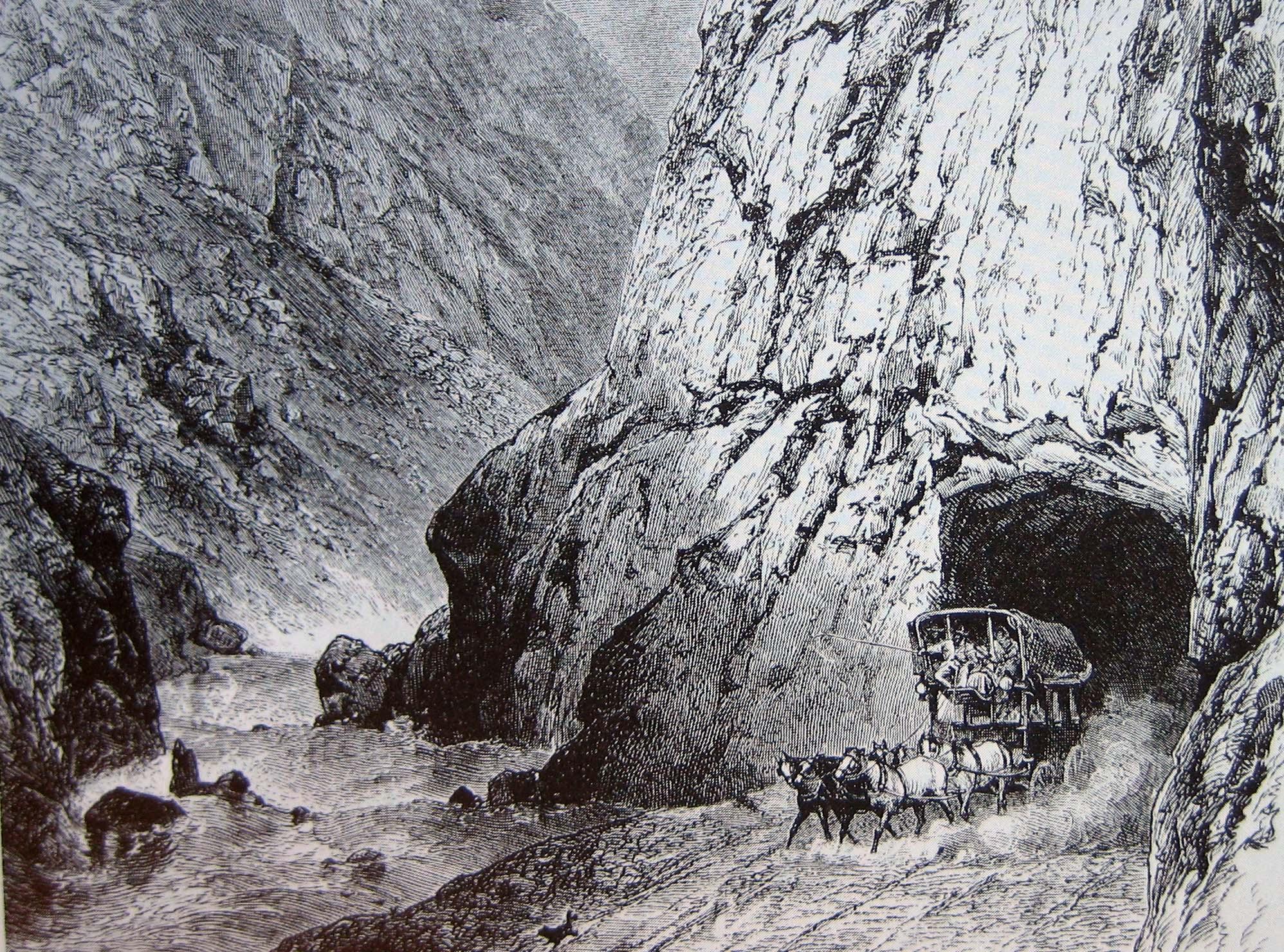
Urnerloch

Einfahrt der Schlittenkolonne in den vereisten Urnerlochtunnel, Train Kompanie Gotthard, 1914–1918

Pietro Morettini (* 1660 in Cerentino; † 14. März 1737 in Locarno) war ein Schweizer Baumeister und Ingenieur.

## Leben
Er war Schüler von Sébastien Le Prestre de Vauban und schuf als Festungsbaumeister in Besançon, Landau in der Pfalz und Namur. Dann arbeitete er als erster Ingenieur des holländischen Generals Menno van Coehoorn bei den Befestigungsarbeiten von Bergen op Zoom. Er wurde Hauptmann und dann Oberst genannt und stand fünfzehn Jahre lang im Dienste Luzerns und zeichnete die Befestigungspläne von Sursee, Rapperswil, Bremgarten und Baden.
Später trat er in den Dienst der Republik Genua als Professor für Militärbauten und war Oberingenieur und Leiter der Befestigungen. Für den Kanton Uri und die Talschaft Ursern baute er 1707–1708 das Urnerloch auf der Gotthardstrecke bei Andermatt, den ersten Strassentunnel in den Alpen.
In seinem Wohnhaus Palazzo Morettini ist nun die Kantonsbibliothek Locarno untergebracht.